# Asteroscutula
Asteroscutula är ett släkte av svampar. Asteroscutula ingår i divisionen sporsäcksvampar och riket svampar.